# 任玥
任玥（1632年—1687年），字少玉，别字希庵，山东高密县人，清初政治人物。

## 生平
顺治十四年（1657年）中举人。次年会试中式，因父疾亟归。顺治十八年（1661年）补殿试，赐同进士出身。选山西石楼县知县。康熙五年（1666年）充丙午科山西乡试同考官。三年考核卓异，擢浙江道监察御史，调京畿道，充巡视京仓事宜。迁浙江道御史。卒于官，终年55岁。

## 家族
子任坪，康熙进士。